# Elliot S. Maggin
Elliot S. Maggin (1950) è uno scrittore statunitense di fumetti, film, televisione e romanzi.

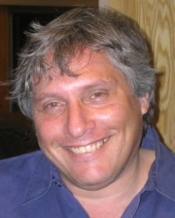
Elliot S! Maggin

È stato uno degli scrittori principali per la DC Comics durante l'età del bronzo del fumetto statunitense e la prima età moderna dei fumetti negli anni '70 e '80. È particolarmente associato al personaggio di Superman.
Era anche attivo con il Partito Democratico degli Stati Uniti, candidandosi due volte per la nomina del suo partito alla Camera dei rappresentanti degli Stati Uniti, una volta dal 2º distretto congressuale del New Hampshire nel 1984 e dal 24º distretto congressuale della California nel 2008.

## Biografia
Ha iniziato a lavorare come scrittore professionista da adolescente, vendendo storie storiche sulla guerra boera a una rivista per ragazzi.
Aveva frequentato la Brandeis University, dove ha scritto una tesina intitolata "Cosa può fare un uomo?" per una classe durante il suo ultimo anno.
Maggin non era d'accordo con la valutazione, l'ha rifatta come sceneggiatura di un fumetto e ha inviato la sua sceneggiatura alla DC Comics. È stato distribuito negli uffici della DC e Neal Adams ha scelto di disegnare la sceneggiatura. La storia venne pubblicata su Green Lantern nel 1971-1972.
Diventa redattore di Lanterna Verde e di Julios Schwartz.
In effetti, per eguagliare questa esperienza elettrizzante, torna indietro di tre decenni quando, come agente letterario, vende la primissima storia di un giovane Ray Bradbury.
Sebbene il voto iniziale non sia stato modificato, Maggin è diventato uno scrittore per la DC.
Durante il periodo di Maggin a Brandeis, fece amicizia con il vicepresidente dell'università, incontrando la sua famiglia. Durante un incontro, il figliastro del vicepresidente e futuro scrittore di fumetti, Jeph Loeb suggerì una storia che alla fine sarebbe stata chiamata "Must There Be a Superman?". Maggin usò l'idea, che divenne la sua prima incursione nel franchise di Superman, e fu pubblicata su Superman #247 nel gennaio 1972. Ha scritto anche storie di Green Arrow, in cui al suo senso dell'umorismo è stata concessa molta più libertà nei dialoghi sciolti del personaggio principale.
Superman # 300 presentava una storia fuori continuità di Maggin e Cary Bates che immaginava il neonato Superman che atterrava sulla Terra nel 1976 e diventava un supereroe nel 2001. Il racconto è stato d'ispirazione per Superman: Red di Mark Millar Figlio della serie limitata pubblicata nel 2003. È stato lo scrittore iniziale del titolo Batman Family e ha accoppiato Batgirl e Robin insieme come una squadra nel primo numero. Maggin ha scritto una serie di fumetti tratta dalla serie tv I ragazzi del sabato sera (sit-com dell'ABC). I suoi crediti per la Marvel Comics includono un adattamento di The Iliad in Marvel Classics Comics e due racconti di supereroi, The Spectacular Spider Man e The Incredible Hulk. Il primo numero di DC Graphic Novel conteneva un adattamento del videogioco Star Raiders di Maggin e dell'artista José Luis García-López.
Maggin ha scritto un Superman # 400 che comprendeva il lavoro di diversi famosi artisti di fumetti, tra cui l'unico grande lavoro DC di Jim Steranko, nonché un'introduzione del noto autore di fantascienza Ray Bradbury.
I contributi di Maggin al DC Multiverse includono Superboy-Prime e Lexcorp.
La sua ultima storia di Superman, è apparsa su Superman #420 ed è stato uno dei contributori al DC Challenge limited serie nello stesso anno.
Maggin è stato redattore per DC dal 1989 al 1991 e ha supervisionato i titoli TSR con licenza Advanced Dungeons and Dragons, Avatar, Dragonlance, Forgotten Realms, Gammarauders e Spelljammer. Ha curato la serie limitata Challengers of the Unknown, scritta da Jeph Loeb e disegnata da Tim Sale.